# 松永有紗
松永 有紗（まつなが ありさ、1998年〈平成10年〉8月8日 - ）は、日本のモデル、女優、アイドルであり、アイドルグループ「リンクSTAR`s（2017年8月10日より無期限活動休止）」のメンバー。
東京都出身。アクロスエンタテインメント所属。

## 略歴・人物
旧芸名は佐藤ありさで、雑誌『Ranzuki』の専属モデルとなった2015年8月1日に現芸名へ改名した。
2013年7月6日、『アリスインプロジェクト「僕が修学旅行に行けなかった理由」』で映画初出演。
2016年7月17日、『恐怖のお持ち帰り』第三話「神隠し」で主演を務め、映画初主演。
2017年8月24日から9月3日までAiiA 2.5 Theater Tokyo・9月7日から10日まで梅田芸術劇場 シアター・ドラマシティにて行われた舞台『四月は君の嘘』で舞台初出演。
2019年3月8日から29日まで放送されたテレビ東京系ドラマ『イミテーションラブ』で連続ドラマに初めてレギュラー出演。同年4月期日本テレビ系土曜ドラマ『俺のスカート、どこ行った?』でゴールデンプライムタイムの連続ドラマに初めてレギュラー出演。
2020年8月16日から11月1日までABEMAにて放送された恋愛リアリティ番組『月とオオカミちゃんには騙されない』に出演し、注目を集める。
2023年6月2日、自身のインスタグラムを更新し、アクロスエンタテインメントに所属することを発表。

## 出演

### 映画
- アリスインプロジェクト「僕が修学旅行に行けなかった理由」（2013年7月6日、アリスインプロジェクト）
- 暗殺教室（2015年3月21日、東宝） - 矢田桃花 役
  - 暗殺教室〜卒業編〜（2016年3月25日、東宝）
- 恐怖のお持ち帰り 第三話「神隠し」（2016年7月17日、ZELICOFILM） - 主演
- 心霊写真部リブート（2016年11月2日） - 主演・二宮佳夕 役
- 人狼ゲーム マッドランド（2017年7月15日、AMGエンタテインメント） - 佐藤彩乃 役
- 世界を変えなかった不確かな罪（2017年12月9日、ガチンコ・フィルム） - 菜摘 役
- ボクはボク、クジラはクジラで、泳いでいる。（2018年11月3日） - 富樫萌 役
- 国民の選択（2021年3月5日、ディレクタースカンパニー） - ヒロイン[10]
- BAD CITY（2023年1月20日、渋谷プロダクション）
- 女囚霊（2023年9月22日、ライツキューブ） - 近藤 役[11]

### テレビドラマ
- &美少女 NEXT GIRL meets Tokyo 第12話（2017年7月13日、フジテレビ / 12月27日、BSフジ） - 宮内茜 役
- ぬけまいる～女三人伊勢参り 第1話（2018年10月27日、NHK総合） - そめ 役
- イミテーションラブ（2019年3月8日 - 29日、テレビ東京） - 松川葵 役[6]
- 俺のスカート、どこ行った?（2019年4月20日 - 6月22日、日本テレビ） - 太田茉莉 役[7]
- 磯野家の人々〜20年後のサザエさん〜（2019年11月24日、フジテレビ） - ヒトデの同級生 役
- レンアイ漫画家 第6話 - 第8話（2021年5月13日 - 27日、フジテレビ） - 秋山美波（高校時代） 役[12]
- ねこ物件 第7話（2022年5月20日、テレビ神奈川 他） - 美優 役
- 東京犬ラブストーリー 第2話（2023年3月29日、フジテレビ）[13]
- 世にも奇妙な物語 23秋の特別編「走馬灯のセトリは考えておいて」（2023年11月11日、フジテレビ）[14]
- スピーク・ロー 第2話（2023年12月26日、NHK Eテレ）[15]
- Re:リベンジ-欲望の果てに-（2024年4月11日 - 6月20日、フジテレビ） - 本間栞 役[16]
- ビリオン×スクール（2024年7月5日 - 9月13日、フジテレビ） - 藤本喜咲 役[17]
- 爆上戦隊ブンブンジャー 第24話（2024年8月11日、テレビ朝日） - 上重まひろ 役[18]

### 舞台
- アリスインプロジェクト「戦国降臨ガールズ[19]」（2013年7月3日 - 7日、六行会ホール） - 武の組：関ヶ原泉 役
- 四月は君の嘘（2017年8月24日 - 9月3日、AiiA 2.5 Theater Tokyo / 9月7日 - 10日、梅田芸術劇場 シアター・ドラマシティ） - 主演・宮園かをり 役
- プリンス・オブ・ストライド THE LIVE STAGE エピソード5（2018年5月31日 - 6月4日、シアター1010 / 6月15日 - 17日、森ノ宮ピロティホール） - ヒロイン・桜井奈々 役
- 林家畳「陽だまりの中で[20]」（2019年1月23日 - 27日、シアターグリーン BIG TREE THEATER） - 南恵子 役
- 少年社中第37回公演「天守物語」（2019年8月2日 - 12日、紀伊國屋ホール / 8月16日 - 18日、近鉄アート館） - 極楽鳥 役
- RUST RAIN FISH（2021年9月23日 - 10月3日、紀伊國屋サザンシアター TAKASHIMAYA / 10月15日 - 17日、COOL JAPAN PARK OSAKA TTホール）[21]
- 萬腹企画14杯目「ハガネノコドウ A-E」（2022年5月19日 - 22日、あうるすぽっと） - 主演・明野明 役[22]（伊藤佳織とダブル主演）
- 青の炎（2022年10月28日 - 11月6日、こくみん共済coopホール/スペースゼロ） - 櫛森遥香 役[23]
- 音楽朗読劇「四月は君の嘘」（2023年3月30日、飛行船シアター、昼夜2公演） - 宮園かをり 役[24]

### ウェブ番組
- オオカミくんには騙されない（2020年8月16日 - 11月1日、AbemaTV）[8]

### ウェブドラマ
- &美少女 NEXT GIRL meets Tokyo 第12話（2017年6月28日、FOD） - 宮内茜 役
- 取り立て屋ハニーズ 第7話・第8話（2021年5月1日、ひかりTV・dTV） - メグ 役
- 若者達「おすそわけ」（2022年6月1日、YouTube） - 主演・純恋 役
- 『ビリオン×スクール』FODオリジナルストーリー（2024年9月13日、FOD） - 藤本喜咲 役[25]

### オリジナルビデオ
- 仮面ライダーギーツ ジャマト・アウェイキング（2024年7月24日、東映ビデオ） - 葉月 / クイーンジャマト 役[26]

### テレビ番組
- ワイドナショーワイドな高校生（フジテレビ）[27]
- 高校野球西東京大会ダイジェスト2014 - MC/レポーター（J:COM）
- ミューサタ（フジテレビ）
- ツボ娘（TBS）
- アイドリーーーム!! - #5ゲスト（Kawaiian TV）
- ダウンタウンDX（2016年6月23日、読売テレビ）
- 奇跡体験!アンビリバボー（2016年6月30日、フジテレビ）
- THE突破ファイル（2020年2月13日・5月14日・2021年1月28日、日本テレビ）
- 行列のできる法律相談所（2021年1月31日、日本テレビ）
- 釣りびと万歳 渓流の女王ヤマメを射止めろ!〜松永有紗 群馬・渡良瀬川水系〜 （2023年6月18日  NHK BSP）

### 雑誌
- Ranzuki（ぶんか社） - 専属モデル[28]
- 週刊ヤングジャンプ（集英社） - 「制コレアルティメット2014」準グランプリ[29]
- 週刊プレイボーイ（集英社） - 「2代目週プレ3姉妹」に任命[30]
- 週刊アスキー（KADOKAWA）[31]
- ヤングキング（白泉社）
- ヤングチャンピオン（秋田書店）
- ヤングチャンピオン烈（秋田書店、2016年No.11） - センターカラーグラビア[32]
- 少年チャンピオン（秋田書店） - 関東グラビア
- ヤングマガジン（講談社） - 巻末グラビア

### 広告
- アムタス「めちゃコミック」
- アソビズム「ドラゴンポーカー」
- トライフォート「トゥモローアイランド」
- メンズブランド「DOWBL」 - ウェブ・カタログモデル
- 鈴乃屋「2016年卒業袴」 - カタログモデル
- トンボ「トンボ学生服2016」カタログ
- ウォーゲーミングジャパン
- 「ワールドオブウォータンクス」デッサン篇、寿司屋篇
- ソフトバンク「白戸家ギガどーん」篇
- 「神戸女子大学」CM
- おんせん県おおいた「ゆけ、シンフロ部!」篇CM - アリサ 役
- JR東日本「変革の歴史」篇CM
- KAGOME野菜生活「お弁当」篇CM
- 関電不動産開発「ライバル他社　父との約束」篇CM
- ゲオ「あったかスウェットセットアップ」CM[33]
- ゲオ「接触冷感ルームウェア上下セット」CM[33]

### PV
- I-RabBits「はじまりのハッピーエンド」（2013年）

### オンラインイベント
- 双方向×没入型イベント「カラダ探しオンライン」（2022年10月14日 - 12月4日、配信） - 清田碧 役[34]

### ファッションショー
- a-nation island『Girls Summer Festival by GirlsAward』（2016年7月29日）
- CAMPUS SUMMIT 2016（2016年8月8日）
- 関西コレクション 2016 A/W（2016年9月18日）

## 作品

### DVD
- 佐藤ありさ ARiSA FiRST（2014年6月27日、エスデジタル）[35]
- ちゅらっとサマー（2014年10月25日、EIC-BOOK）[29]
- ナツ、瞬（2015年1月23日、M.B.Dメディアブランド）[36]